# Veltěže
Veltěže är en ort i Tjeckien.   Den ligger i regionen Ústí nad Labem, i den nordvästra delen av landet, 50 km nordväst om huvudstaden Prag. Veltěže ligger 205 meter över havet och antalet invånare är 371.
Terrängen runt Veltěže är huvudsakligen platt, men åt nordväst är den kuperad. Runt Veltěže är det ganska glesbefolkat, med 39 invånare per kvadratkilometer. Närmaste större samhälle är Louny, 5,6 km väster om Veltěže. Trakten runt Veltěže består till största delen av jordbruksmark.